# Iotyrris devoizei
Iotyrris devoizei é uma espécie de gastrópode do gênero Iotyrris, pertencente a família Turridae.